# Galassia Nana della Fornace
La Galassia Nana della Fornace è una Galassia nana sferoidale nella costellazione della Fornace.
È stata scoperta da Harlow Shapley nel 1938, mentre si trovava in Sudafrica, tramite lastre fotografiche catturate dal telescopio riflettore dell'osservatorio Boyden. Poco tempo prima Shapley aveva scoperto anche la Galassia Nana dello Scultore.
La Galassia Nana della Fornace è una galassia satellite della nostra Via Lattea, si trova a circa 460.000 anni luce da noi e al suo interno contiene sei ammassi globulari; il più grande dei quali, NGC 1049, è stato scoperto prima della galassia stessa.
La galassia si allontana da noi a 53 km/s. Contiene in massima parte stelle di popolazione II.

## Ammassi globulari
Nel 1999, attraverso il telescopio spaziale Hubble, Roberto Buonanno e altri hanno ricavato un diagramma Colore-Magnitudine di Fornax 4, uno degli ammassi globulari della galassia. A differenza degli altri ammassi della galassia (Fornax 1, 2, 3 e 5) che hanno rami orizzontali in un'ampia banda di colori e includono anche variabili RR Lyrae, Fornax 4 nel suo ramo orizzontale possiede solo stelle rosse. Inoltre Fornax 4 è circa 3 miliardi di anni più giovane degli altri ammassi. Buonanno et al. hanno notato che il diagramma Colore-Magnitudine dell'ammasso ha molte similitudine con il "giovane" ammasso globulare Ruprecht 106 della nostra galassia. Questo studio porta alla formulazione di due domande:
1. Perché le galassie nane sferoidali permettono la formazione di ammassi globulari come Fornax 4 (o come Terzan 7 nella Galassia Nana Ellittica del Sagittario) molto tempo dopo che gli altri ammassi hanno cessato di formarsi nel corpo principale dell'alone galattico?
2. È possibile che i "giovani" ammassi globulari delle regioni esterne dell'alone come Ruprecht 106 si siano formati in origine in galassie nane sferoidali oggi estinte?[4]